# Pershing Yacht
Pershing Yacht è una azienda italiana, parte del Gruppo Ferretti dal 1998, fondata nel 1985 e attiva nella cantieristica navale con la produzione di otto modelli di yacht "open" dai 15 ai 43 metri. 

## Storia
1981: Tilli Antonelli, Fausto Filippetti e Giuliano Onori fondano il Cantiere Navale dell'Adriatico e varano la prima imbarcazione.
1985: Con il designer Fulvio De Simoni nasce l'idea “Pershing” e viene progettato il primo Pershing 45'.
1992: Viene introdotto il primo modello di Pershing 70'.
1998: Pershing entra a far parte del Gruppo Ferretti.
2000: Viene presentato il modello Pershing 88'.
2003: Pershing produce il primo Pershing 115'.
2004: Apertura del nuovo cantiere navale di Mondolfo.
2007: Produzione del modello Pershing 90'.
2012: Produzione del modello Pershing 82'.
2013: Produzione del nuovo Pershing 62'.

## Cantiere nautico
Le imbarcazioni Pershing Yacht vengono prodotte presso lo stabilimento di Mondolfo (situato proprio di fronte al primo storico cantiere), uno spazio di 80.000 m² - di cui oltre 38.400 m² scoperti - progettato dall'architetto Sandro Sartini.
Il sito produttivo ha una cabina di verniciatura di 440 m² dove le imbarcazioni sono verniciate a secco. La vasca prova (lunga 33 metri per 7,50 di larghezza e 2,30 metri di profondità) viene utilizzata per tutte le prove idrauliche (motori, scarichi, sentine e generatori) e prove di impermeabilizzazione dello yacht. Il travel lift, che ha una portata di 130 tonnellate, completa le attività con alaggio e varo in vasca prova.

## Gammaattuale[quando?]
Sono in produzione 8 modelli:
Pershing 115: lungo fuori tutto 35,37 metri, ammiraglia della produzione Pershing, nella versione potenziata da una turbina a gas raggiunge una velocità massima di oltre 50 nodi.
Il modello ha ottenuto i seguenti riconoscimenti: “ICE Award 2004 – The Italian Style MegaYacht”, il “Showboats Award”, il “Robb Report Best of the Best Award” e il “Performance Award 2006”
Pershing 108: lungo fuori tutto 33,23 metri, è il primo modello con tre motori mai prodotto da Pershing Yacht.
La motorizzazione frazionata a tre ha, infatti, l'obiettivo di ottenere prestazioni elevate e riduzione dei consumi. Grazie alle tre eliche di superficie raggiunge una velocità massima di oltre 42 nodi.
Il suo layout standard presenta 4 cabine con bagno e 3 cabine per l'equipaggio.
Pershing 92: lungo fuori tutto 27,96 metri con 4 cabine con bagno.
L'imbarcazione è motorizzata con 2 MTU diesel da 16 V con potenza di 2638 cavalli cad. con eliche di superficie Rolla e trasmissione Arneson e raggiunge la velocità massima di 41 nodi e 38 nodi di crociera. Il sistema di propulsione si completa con la gestione MASTERTRIM, una funzionalità che ottimizza le prestazioni, gli assetti e i consumi della barca a ogni andatura e stato di carico, in maniera completamente automatica.
Pershing 82: lungo fuori tutto 24,98 metri raggiunge una velocità massima di 45 nodi con un'autonomia di 300 miglia nautiche, motorizzato con due MTU 16 V 2000 M93 da 2435 mhp (1792 kW) e trasmissioni Searex SR140S di ZF, abbinate alle eliche di superficie Rolla. Da notare la scala interamente realizzata in carbonio, nata dalla collaborazione con Besenzoni, che scende automaticamente sul pozzetto grazie ad un comando elettroidraulico, e scompare verso l'alto nel momento in cui viene riposta.
Il layout standard prevede 4 cabine ospiti mentre nella versione optional troviamo 3 cabine ospiti e sala cinema a dritta e 2 cabine equipaggio.
Pershing 74: lungo fuori tutto 22,66 metri, questo modello, che monta due motori MTU Common Rail da 1950 hp con la propulsione Searex ed eliche di superficie Rolla dalle elevate prestazioni, raggiunge una velocità massima di 44 nodi.
Il modello è caratterizzato dalla porta a scomparsa tra pozzetto e salone, che permette di unire l'esterno e l'interno in un unico ambiente, dall'hard top scorrevole in tutta la sua lunghezza e la scala centrale in carbonio che scende automaticamente nel pozzetto con comando elettroidraulico sviluppata con Besenzoni.
Composto da una cabina armatore e due cabine ospiti, Pershing 74' ha una capacità di 8 persone di cui 2 di equipaggio.
Pershing 64: lungo fuori tutto 20,04 metri, equipaggiato con 2 motori MTU da 1623 CV e Arneson ASD 14L, abbinate alle eliche di superficie Rolla, raggiunge una velocità massima di oltre 47,5 nodi.
Il sistema di propulsione si completa con la gestione MASTERTRIM, una funzionalità che ottimizza le prestazioni, gli assetti e i consumi della barca a ogni andatura e stato di carico, in maniera completamente automatica.
Pershing 62': lungo 18,94 metri fuori tutto, nuovo modello realizzato nel 2013 evoluzione naturale dei Pershing 56' e Pershing 58'; prevede un layout standard, composto da tre cabine - armatoriale, vip a prua e ospiti verso prua, a dritta – e tre bagni con doccia separata. Sul modello è stato installato un sistema di varo e alaggio del tender, agevolato da una plancetta mobile e abbattibile nella parte centrale della spiaggetta, che permette di movimentare il tender nel garage.
Il Pershing 50.1' lungo fuori tutto 15,83 metri e sviluppato con 3 cabine dispone di Arneson Drives, che abbinate alle eliche di superficie Rolla e alla coppia di motori diesel MAN da 900 cavalli, permettono di raggiungere 46 nodi di velocità massima. Il sistema di propulsione si completa con la gestione MASTERTRIM.
Il modello Pershing 50.1 è realizzato con sistema di propulsione Shaft Drive oppure Surface Drive.

## Designer
Il design Pershing Yacht è frutto della collaborazione tra il centro di ricerca AYTD - Advanced Yacht Technology & Design, il team di Ferretti Group Engineering e lo Yacht Designer Fulvio De Simoni, disegnatore dell'intera gamma Pershing.